# Li Yuanyi
Li Yuanyi (ur. 28 sierpnia 1993 w Deyang) – chiński piłkarz, występujący na pozycji pomocnika w chińskim klubie Shandong Taishan. 2-krotny reprezentant Chin.

## Statystyki

### Klubowe
Na podstawie:
| Klub                 | Sezonów | Liga                 | Liga  | Liga   | Puchar krajowy | Puchar krajowy | Kontynentalne | Kontynentalne | Suma  | Suma   |
| Klub                 | Sezonów | Liga                 | Mecze | Bramki | Mecze          | Bramki         | Mecze         | Bramki        | Mecze | Bramki |
| -------------------- | ------- | -------------------- | ----- | ------ | -------------- | -------------- | ------------- | ------------- | ----- | ------ |
| Boavista FC          | 1       | Primeira Liga        | 0     | 0      | 1              | 0              | –             | –             | 1     | 0      |
| Leixões SC           | 2       | Liga Portugal 2      | 28    | 2      | 1              | 0              | –             | –             | 29    | 2      |
| Guangzhou FC         | 1       | Chinese Super League | 2     | 0      | 0              | 0              | 2             | 0             | 4     | 0      |
| Tianjin Jinmen Tiger | 3       | Chinese Super League | 56    | 7      | 3              | 0              | –             | –             | 59    | 7      |
| Shenzhen FC          | 4       | Chinese Super League | 46    | 1      | 5              | 0              | –             | –             | 51    | 1      |
| Shandong Taishan     | 2       | Chinese Super League | 44    | 5      | 6              | 0              | 10            | 1             |       |        |
|                      | Łącznie | Łącznie              | 221   | 19     | 16             | 0              | 12            | 1             | 51    | 2      |

### Reprezentacyjne
Na podstawie:
| Występy i gole w reprezentacji | Występy i gole w reprezentacji | Występy i gole w reprezentacji | Występy i gole w reprezentacji | Występy i gole w reprezentacji | Występy i gole w reprezentacji | Występy i gole w reprezentacji | Występy i gole w reprezentacji |
| Lp.                            | Data                           | Miasto                         | Przeciwnik                     | Wynik                          | Gole                           | Inne                           | Rozgrywki                      |
| ------------------------------ | ------------------------------ | ------------------------------ | ------------------------------ | ------------------------------ | ------------------------------ | ------------------------------ | ------------------------------ |
| 1.                             | 21.03.2024                     | Singapur                       | Singapur                       | 2:2 (2:0)                      |                                |                                | Eliminacje MŚ 2026             |
| 2.                             | 26.03.2024                     | Tiencin                        | Singapur                       | 4:1 (1:1)                      |                                | 80'                            | Eliminacje MŚ 2026             |

## Sukcesy
Na podstawie:
Brak ważniejszych osiągnięć.